# Dean Macey
Dean Macey (12 dicembre 1977) è un ex multiplista britannico.

## Palmarès

### Mondiali
- 2 medaglie:
  - 1 argento (Siviglia 1999 nel decathlon)
  - 1 bronzo (Edmonton 2001 nel decathlon)

### Giochi del Commonwealth
- 1 medaglia:
  - 1 bronzo (Melbourne 2006 nel decathlon)